# Ricardo Treviño
Pour les articles homonymes, voir Trevino.
Ricardo Treviño (né le 17 mai 1980 dans le Nuevo León) est un musicien et bassiste du groupe de rock mexicain Panda.
À la suite de la séparation du groupe en 2016, il se lance dans une carrière solo. Il sort son premier single l'année suivante, Sin antes suplicar, suivi de son premier album El viejo lobo de mar. En 2018, il forme un nouveau groupe : NadiËscucha.